# Sancti Spíritus
Sancti Spíritus è un comune di Cuba, capoluogo della provincia omonima.

## Storia
Fu fondata da Diego Velázquez nel 1514. La provincia di Sancti Spíritus è la sola dell'isola a possedere due delle prime sette ville fondate dal governatore spagnolo, ovvero il capoluogo e Santísima Trinidad.
Il comune conserva tutt'oggi edifici che mostrano la diversità della sua architettura, dovuta al suo percorso storico. Tra di essi risalta la Iglesia Parroquial Mayor, la più antica di tutta Cuba, il Teatro Principal e il ponte levatoio Puente sobre el río Yayabo. Questa struttura è considerata la più rappresentativa dell’epoca coloniale e insieme all'architettura e all’arredamento del  Museo de Arte Colonial costituisce una tappa turistica importante per la conoscenza della città dell’epoca da un punto di vista storico-culturale.

## Amministrazione

### Gemellaggi
È gemellato con:
 Novellara, dal 1998